# Die Wache zieht auf
Die Wache zieht auf ist ein Dokumentarfilm von Max Skladanowsky aus dem Jahr 1896.

## Handlung
Unter großer Anteilnahme und Begeisterung der Berliner Bevölkerung marschieren die Wachsoldaten an der Staatsoper Unter den Linden vorbei.

## Produktion und Veröffentlichung
Eine 35-mm-Kopie befindet sich in der Deutschen Kinemathek.